# Йылмаз, Яшар
Яша́р Йылма́з (род. 4 марта 1930, Ризе) — турецкий борец греко-римского стиля, трёхкратный серебряный призёр чемпионатов мира, победитель Кубка мира 1956 года, участник летних Олимпийских игр 1956 и 1960 года.

## Биография
Родился 4 марта 1930 года в турецком городе Ризе. 
В 1955 году принял участие в чемпионате мира, который прошёл в Карлсруэ, завоевал серебряную медаль, в финале уступив спортсмену из СССР Владимиру Сташкевичу. 
В 1956 году на кубке мира по борьбе, который состоялся в турецком Стамбуле, завоевал золотую медаль в весовой категории до 57 кг. В финале одержал победу над борцом из Болгарии Динко Петровым. В этом же году принял участие в летних Олимпийских играх, которые прошли в Мельбурне. В категории до 57 кг сумел дойти до третьего раунда соревнований. 
В 1958 на чемпионате мира вновь стал серебряным призёром, в финале уступил борцу из Советского Союза Олегу Караваеву. 
На летних Олимпийских играх в 1960 году в Риме принял участие и занял итоговое пятое место.
На чемпионате мира по борье 1961 года в Японии вновь, в третий раз в карьере, стал серебряным призёром, уступив в финале сопернику из Египта Мустафе Хамиду Мансуру.  